# Segundo impeachment de Donald Trump
Em 13 de janeiro de 2021, uma semana antes do fim esperado para seu mandato, Donald Trump, presidente dos Estados Unidos foi impedido pela Câmara dos Representantes. Visto que o próprio já fora alvo de um primeiro processo em dezembro de 2019, Trump tornou-se o único presidente estadunidense a sofrer dois processos de impeachment. Ainda, tornou-se o único a ser alvo de um processo de destituição pouco antes do fim natural de seu mandato. Os artigos seguiram para julgamento pelo Senado, uma fase separada no processo de impeachment nos Estados Unidos.
Trump acabou inocentado pelo Senado em 13 de fevereiro de 2021.

## Contexto

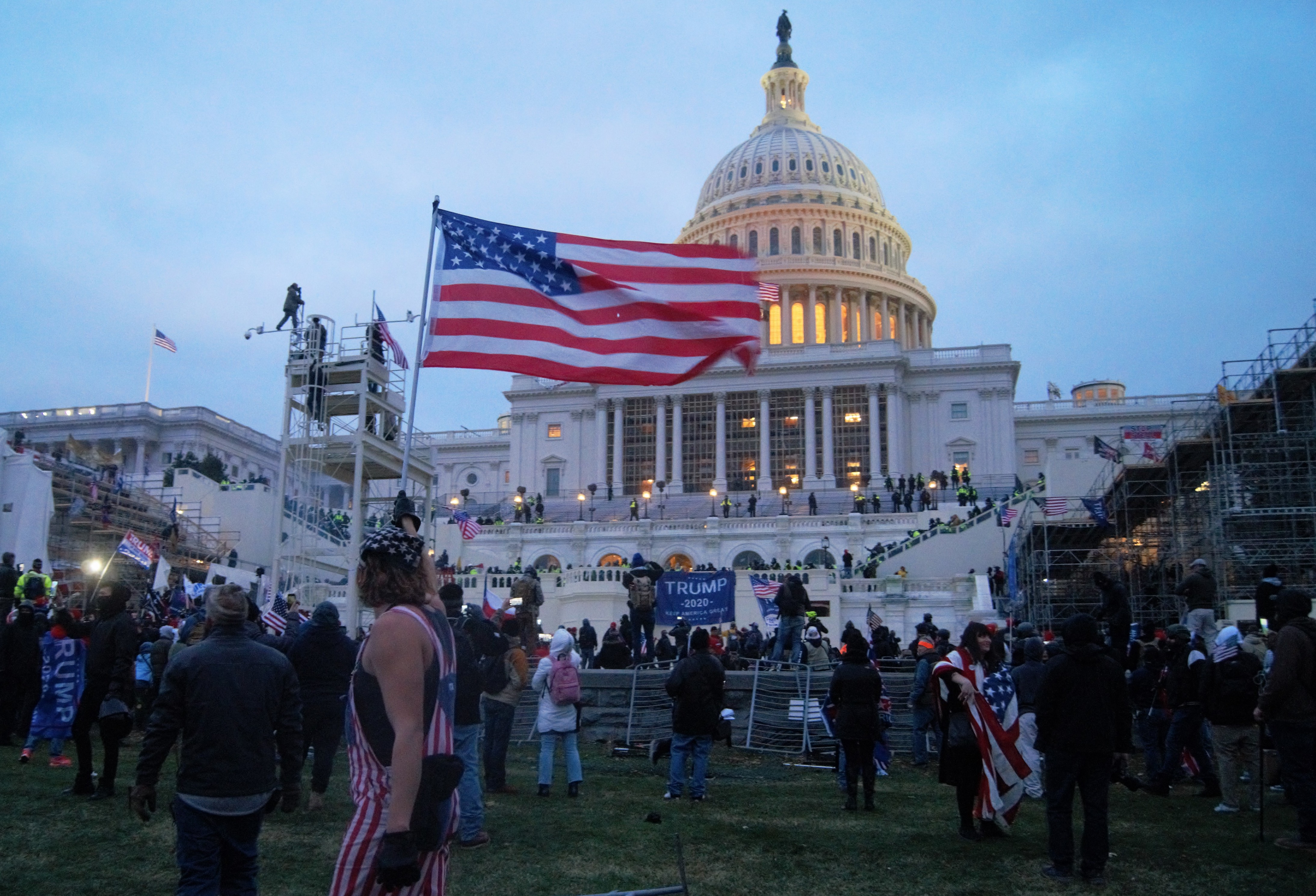
Manifestantes do lado de fora do Capitólio após a invasão do prédio

Desde as eleições presidenciais de 2020, o presidente dos Estados Unidos Donald Trump, que terminou não obtendo a reeleição, vinha criticando amplamente a fiabilidade da apuração oficial. Em 3 janeiro de 2021, veio à tona uma ligação entre Trump e Brad Raffensperger, Secretário de Estado da Geórgia, em que aquele pressionava este para mudar o resultado das eleições no estado. No dia 6, antes de o Congresso reunir-se para certificar a eleição, Trump e seu advogado Rudy Giuliani discursaram para seguidores em frente à Casa Branca, em evento que culminou em uma invasão do Capitólio por parte dos manifestantes, deixando 5 mortos e dezenas de feridos.
Um dia depois, o Partido Democrata, através de Nancy Pelosi, Presidente da Câmara dos Representantes, deu ao Vice-Presidente Mike Pence um ultimato de que abriria um processo de impeachment se o gabinete presidencial não tirasse os poderes de Trump nos termos da Vigésima Quinta Emenda à Constituição dos Estados Unidos antes que sobreviesse a data típica de término do mandato no dia 20 de janeiro. No dia 13, antes da votação, mas após a proposta de impeachment, Pence escreveu uma carta aberta argumentando que a remoção nestes termos seria inconstitucional e desalinhada com os interesses nacionais.

## Processo
Em 11 de janeiro, foi introduzido um único artigo de impeachment contra Trump, assinado por mais de 200 representantes democratas. O artigo, motivado pelos discursos inflamatórios do presidente antes da invasão do Capitólio, tipificava esta conduta como incitamento de insurreição. Em 13 de janeiro, a votação para o impeachment teve resultado afirmativo, com 232 votos favoráveis e 197 votos contrários. Os votos favoráveis incluíam todos os votos democratas e 10 votos republicanos, um dos quais de Liz Cheney, filha de Dick Cheney, vice-presidente sob George W. Bush. Com o impeachment aprovado, o artigo seguiu para julgamento no Senado.
Trump, que já fora nomeado num processo de destituição em dezembro de 2019 por abuso de poder e obstrução do Congresso, tornou-se o único presidente estadunidense a ser impugnado duas vezes, além do único a sê-lo pouco antes do fim natural de seu mandato. Também foi o processo de impeachment com mais votos do próprio partido presidencial, recebendo dez votos de representantes do Partido Republicano.
No dia 13 de fevereiro, no Senado, onde precisava de 2/3 dos 100 votos como "culpado" para ser impichado, Trump acabou inocentado. Além dos democratas que votaram "culpado", sete senadores republicanos também votaram pelo impeachment: Mitt Romney de Utah, Susan Collins do Maine, Lisa Murkowski do Alaska, Ben Sasse do Nebraska, Bill Cassidy da Louisiana, Richard Burr da Carolina do Norte e Pat Toomey da Pennsylvania. Com isto, a comissão de acusação, liderada pelo deputado democrata Jamie Raskin, não conseguiu os 67 votos necessários.